# C. M. Kosemen
C. M. Kosemen, pseudonimo di Cevdet Mehmet Kösemen (Ankara, 1984), è un artista e scrittore turco.
È prevalentemente noto per le sue opere d'arte raffiguranti animali viventi, estinti ed ipotetici, per le sue scene surrealiste e per i suoi vari progetti di evoluzione speculativa.
Insieme al paleoartista australiano John Conway ed al paleontologo britannico Darren Naish, Kosemen è coautore di All Yesterdays (2012) - un'opera che applica l'evoluzione speculativa alla paleoarte - e di Cryptozoologicon (2013) - un'opera che applica l'evoluzione speculativa ai criptidi. Entrambe hanno attirato l'attenzione dei media internazionali. È inoltre l'autore di All Tomorrows (2006), un e-book che, pur rimanendo nel relativo anonimato per anni in seguito alla sua pubblicazione online nel 2006, è eventualmente assurto a un certo grado di notorietà nell'estate del 2021 grazie soprattutto - come affermato dallo stesso Kosemen - a un video pubblicato sul canale YouTube Alt Shift X.

## Opere
- (EN)  All Tomorrows: A Billion Year Chronicle of the Myriad Species and Mixed Fortunes of Man, 2006
- (EN)  All Yesterdays: Unique and Speculative Views of Dinosaurs and Other Prehistoric Animals, con John Conway e Darren Naish, Irregular Books, 2012, ISBN 978-1291177121
- (EN)  Nişanyan House, a Photographic Essay, 2013
- (EN)  All Your Yesterdays: Extraordinary Visions of Extinct Life by a New Generation of Palaeoartists, con John Conway e Darren Naish, Irregular Books, 2013
- (EN)  Cryptozoologicon: The Biology, Evolution, and Mythology of Hidden Animals, con John Conway e Darren Naish, Irregular Books, 2013, ISBN 978-6054326976
- (EN)  Osman Hasan and the Tombstone Photographs of the Dönmes, Libra Books, 2014, ISBN 978-6054326976
- (EN)  Tangent Worlds: From the Sketchbooks of C. M. Kosemen, 2016[10]
- (EN)  The Bodrum Jewish Cemetery, Libra Books, con Siren Bora, 2018, ISBN 978-605-9022-90-3
- (EN)  The Disappearing City: Hand-Painted Apartment Signs and Architectural Details from 20th-Century Istanbul, Libra Books, 2018, ISBN 978-605-2380-39-0
- (EN)  A Karakaş Speaks: Interviews with a Member of Turkey’s Crypto-Judaic “Dönme” Sect, Libra Books, 2018, ISBN 978-605-2380-58-1
- (EN)  Memories and Stories of Bodrum's Jewish Community, Libra Books, 2019, ISBN 978-605-7884-17-6
- (TR)  Hatıratlarda Türkiye Yahudileri, Libra Books, 2019, ISBN 978-605-7884-732
- (EN)  Memoirs of an Istanbul Psychiatrist, Libra Books, 2020, ISBN 978-625-7900-16-4
- (EN)  Forests of the Afterlife: Folk Art and Symbolism in Forest Cemeteries of Turkey's Bodrum-Milas Peninsula, con Ahmet Boratav, Ege Yayinlari, 2021, ISBN 978-605-7673-96-1